# USS Wadsworth (DD-516)
Zerstörer 3 (D 172) à partir de 1958, ΠΝ Nearchos (D-65) à partir de 1980
Pour les autres navires du même nom, voir USS Wadsworth.
L'USS Wadsworth (DD-516) est un destroyer de la classe Fletcher en service dans la Marine des États-Unis pendant la Seconde Guerre mondiale. Il a été nommé en l'honneur du Commander (capitaine de frégate) Alexander S. Wadsworth (1790–1851) qui a servi pendant la guerre anglo-américaine de 1812.
Le navire a été mis en service en 1943 pendant la Seconde Guerre mondiale. Après avoir participé à de nombreuses actions pendant la guerre, le navire a été placé en réserve après celle-ci. En 1959, le destroyer a été prêté à la marine ouest-allemande (Bundesmarine) et rebaptisé Zerstörer 3 (D 172). Il est resté dans la marine ouest-allemande jusqu'en 1980, date à laquelle il a été transféré à la marine grecque (Polemikó Naftikóà) et rebaptisé ΠΝ Nearchos (D-65). Le Nearchos a été actif jusqu'en 1991, date à laquelle il a été vendu à la ferraille.

## Construction
Sa quille est posée le 18 août 1942 au chantier naval Bath Iron Works de Bath, dans l'état du Maine. Il est lancé le 10 janvier 1943; parrainé par Mme Rebecca Wadsworth Peacher, l'arrière-arrière-petite-fille du Commodore Alexander S. Wadsworth, et mis en service au chantier naval de Boston (Boston Navy Yard) le 16 mars 1943.

## Historique

### 1943
Le Wadsworth a quitté Boston le 5 avril et a effectué des exercices dans la baie de Casco, dans le Maine, jusqu'au 15 avril, date à laquelle il a fait route vers les eaux cubaines. Après un entraînement d'essai dans la baie de Guantanamo, le nouveau destroyer s'est dirigé vers le nord pour une mise en disponibilité et des réparations de voyage dans le chantier naval de Boston (Boston Navy Yard).
Prenant la mer le 23 mai, le Wadsworth a surveillé les porte-avions USS Princeton (CVL-23) et USS Yorktown (CV-10) à partir de Port of Spain, à Trinidad, alors qu'ils effectuaient des évolutions d'entraînement. Après cette croisière, le Wadsworth a fait escale à Norfolk, en Virginie, le 17 juin et est retourné à Boston le jour suivant.
Après avoir escorté le porte-avions USS Bunker Hill (CV-17) jusqu'à Hampton Roads, en Virginie, le Wadsworth a surveillé le USS Cowpens (CVL-25) et assuré la protection de ce porte-avions pendant que son groupe aérien s'entraînait au large des caps de Virginie. Après un retour à Boston, le destroyer a repris la mer le 20 juillet pour rejoindre un groupe opérationnel formé autour des porte-avions USS Lexington (CV-16), Princeton, et USS Belleau Wood (CVL-24). Il a rencontré les porte-avions au large du brise-lames du Delaware, et les navires de guerre ont ensuite mis le cap au sud, en direction du canal de Panama.
Arrivé à Pearl Harbor le 9 août, le Wadsworth a passé 10 jours dans la zone d'opération hawaïenne avant de se diriger vers l'île de Canton dans laprotection du porte-avions USS Prince William (CVE-31). Par la suite, en touchant Espiritu Santo, dans les îles Nouvelles-Hébrides, le Wadsworth s'est présenté au contre-amiral (Rear Admiral) Aubrey W. Fitch, commandant de l'aviation du Pacifique Sud (ComAirSoPac), pour prendre ses fonctions.
Le dernier jour d'août 1943, le Wadsworth a quitté Espiritu Santo pour rechercher le sous-marin japonais - identifié plus tard comme étant le I-20 - qui avait torpillé et endommagé le pétrolier W. S. Rheem à environ 16 km au nord du détroit de Bougainville. Le Wadsworth n'a établi aucun contact avec des sous-marins dans la première zone recherchée, mais il a ensuite fait équipe avec des avions de patrouille amphibies pour scruter les mers au sud d'Espiritu Santo et à l'ouest de l'île Malakula.
Sa diligence a rapidement été récompensée. Le 1er septembre, le Wadsworth a capté un contact sonore sous-marin et a largué sept modèles de grenades sous-marines et a déclaré des dommages non confirmés au submersible. Le I-20 a peut-être survécu à cet assaut mais n'est jamais rentré chez lui. Les registres indiquent qu'il est " porté disparu " depuis le 10 octobre 1943.
Entrant dans le port de Havannah, sur l'île d'Efate, le 6 septembre, le Wadsworth s'est ensuite entraîné avec une force opérationnelle formée autour du porte-avions USS Saratoga (CV-3). Le destroyer a ensuite quitté ce port le 17 septembre en compagnie du destroyer démineur USS Tracy (DM-19) et, au cours des jours suivants, a escorté un convoi de navires de ravitaillement jusqu'à la plage de Kukum, à Guadalcanal.
De retour à Efate avec des cargos vides le 30 septembre, le Wadsworth a pris un poste de contrôle près du cuirassé USS South Dakota (BB-57) afin de l'escorter vers l'ouest pour un rendez-vous avec une force d'attaque de croiseurs-cuirassés sous le commandement du contre-amiral Willis A. Lee. Le Wadsworth a ensuite patrouillé au large de la baie de Meli, à Efate, pour couvrir l'entrée des convois dans Havannah Harbor.
Le Wadsworth a ensuite rejoint d'autres unités de la 45e division de destroyers (Destroyer Division 45 - DesDiv 45) pour faire partie de l'écran de protection d'une douzaine de transports de troupes, le groupe opérationnel 31.5 (TG 31.5), à destination des îles Salomon et des premiers débarquements d'hommes dans la baie de l'Impératrice-Augusta, au cap Torokina, à Bougainville. Le corps expéditionnaire est arrivé sur la plage de Cape Torokina dans l'obscurité du petit matin du 1er novembre. Puis le Wadsworth a conduit la force initiale, un groupe de dragueurs de mines, dans la baie de l'Impératrice-Augusta.
À 5h47, les canons de 5 pouces (127 mm) du Wadsworth ont commencé à aboyer, et ses obus ont détruit des barges ennemies le long du rivage. Pendant près de deux heures, le navire de guerre a bombardé des cibles derrière les plages, avant que le Wadsworth et son navire-jumeau (sister ship) USS Sigourney (DD-643) ne prennent un poste de patrouille pour protéger les transports qui débarquaient des troupes. Soudainement, six avions ennemis ont plongé du soleil sur les deux destroyers, et la première des six bombes a explosé à seulement 23 m à tribord du Wadsworth. Deux autres bombes ont explosé à moins de 460 m de son travers, une à tribord et une à bâbord. Ensuite, un quasi-éclat à 6,1 m de son côté bâbord a pulvérisé la section arrière du navire avec des fragments qui ont tué deux marins du Wadsworth et en ont blessé neuf autres. D'autre part, les deux destroyers ont détruit chacun deux des attaquants.
Sortant de la zone de déchargement dans la nuit du 1er novembre, le Wadsworth a patrouillé au large de Koli Point, à Guadalcanal. Tôt le matin, une semaine plus tard, le destroyer est retourné à Bougainville, escortant le deuxième échelon de transports de troupes jusqu'à la baie de l'Impératrice-Augusta. À cette occasion, le Wadsworth a pris un poste de direction de chasse au large de la zone de transport et a aidé à repousser une attaque aérienne ennemie à midi, ses canons ayant abattu un bombardier en piqué et un bombardier-torpilleur.
Après avoir quitté le cap Torokina peu avant minuit, le Wadsworth a patrouillé au large de Guadalcanal jusqu'au 10 novembre, date à laquelle il a été transféré dans la baie de Purvis, sur l'île Florida. Cependant, il est rapidement retourné dans les eaux côtières de Bougainville, escortant un convoi de troupes. Le destroyer est arrivé au large du cap Torokina vers minuit le 12 novembre et, avant l'aube, il avait repoussé deux attaques de torpilles grâce à son canon de 5 pouces contrôlé par radar.
Le Wadsworth opéra en soutien à l'occupation de Bougainville jusqu'à la fin de 1944, escortant des convois chargés de troupes et de ravitaillement de la plage de Kukum, Guadalcanal, à la baie de l'Impératrice- Augusta. De temps en temps, il effectuait également des missions de bombardement côtier. Trois jours après Noël 1943, il a fait exploser des tranchées et des emplacements de canons japonais sur les côtés sud et nord de l'embouchure de la rivière Reini, avec l'aide d'attaques aériennes.

### 1944
Après être revenu dans la baie de Purvis après ses dernières missions de filtrage et d'escorte à l'appui de l'opération Bougainville, le Wadsworth a quitté les Salomon le 8 janvier 1944, à destination de Pago Pago des Samoa américaines, pour escorter un navire marchand. Il est retourné à Espiritu Santo en escortant le navire de ravitaillement USS Shasta (AE-6), avant de se rendre à Guadalcanal en tant que membre de l'escorte du transport SS West Point. Il a ensuite fait escale à Blanche Harbor, dans les îles du Trésor, le 1er février.
Ce jour-là, le Wadsworth a effectué un balayage anti-navires au large du passage de Buka, échangeant des obus avec une batterie côtière ennemie sur l'île Buka, avant de pénétrer dans le détroit de Bougainville en compagnie des destroyers USS Waller (DD-466) et USS Halford (DD-482). Les trois destroyers ont ensuite bombardé l'aérodrome japonais nouvellement construit sur l'île Choiseul.
Après avoir pris des munitions à Hawthorne Sound, en Nouvelle-Géorgie, le Wadsworth est parti dans la nuit du 1er février pour s'exercer avec des torpilleurs au large de Rendova. Le lendemain, au large de Blanche Harbor, il s'est joint à l'écran de protection d'un convoi de péniches de débarquement et de cargos qui était arrivé au large du cap Torokina le 4 février.
Vers minuit, il a aidé à repousser les attaques aériennes ennemies sur les plages de Torokina, avant de quitter la zone le lendemain matin, en protégeant le pétrolier USS Patapsco (AOG-1) jusqu'à la baie de Purvis.
Après avoir quitté la baie de Purvis le 11 février, le Wadsworth a rejoint des destroyers et des bâtiments de débarquement de chars Landing Ship Tank (LST) chargés de troupes au large de Munda, en Nouvelle-Géorgie, à destination des îles Green. Avant l'aube du 15 février, le Wadsworth, agissant comme navire directeur de chasse, a dirigé des chasseurs de nuit vers un raid ennemi de cinq avions qui ont largué des fusées éclairantes au large de la formation. Grâce aux instructions du destroyer, les chasseurs de nuit qui rôdaient ont abattu un hydravion ennemi. À l'aube, le Wadsworth a guidé des chasseurs contre un autre raid, au cours duquel ils ont éclaboussé trois intrus et repoussé l'ennemi sans dommage pour aucun navire de la formation. Le Wadsworth a ensuite surveillé les transports pendant qu'ils débarquaient leurs troupes.
Après avoir fait escale dans la baie de Purvis dans la nuit du 17 février, le Wadsworth a fait route vers la plage de Kukum et a rejoint un convoi de troupes destiné à l'occupation de l'île Verte. Après que ses hommes aient livré leurs troupes à l'objectif en toute sécurité le 20 février, le Wadsworth est retourné dans la baie de Purvis l'après-midi suivant.
Début de l'opération le 23 février, du canal Saint-Georges à Kavieng, en Nouvelle-Irlande, et à Rabaul, en Nouvelle-Bretagne, pour un ratissage anti-navires. Quelques minutes après minuit, le 24 février, le destroyer a ouvert le feu et bombardé un dépôt de fournitures, des entrepôts et des concentrations de troupes ennemies dans cette zone. Une salve d'obus de 5 pouces a déclenché un feu nourri qui a illuminé toute la zone ciblée. Les flammes de cet incendie brillaient encore lorsque le Wadsworth et le reste de la force de bombardement se sont arrêtés dans le chenal de Saint-Georges trois heures plus tard.
Avec la baie de Purvis comme base d'opérations, le Wadsworth a escorté des convois de ravitaillement vers l'île Green et de Guadalcanal au cap Torokina jusqu'au 17 mars. Ce jour-là, le destroyer se joint à l'écran des transports rapides (APD) qui quittent Guadalcanal pour le débarquement sur l'île Emirau.
Le matin du 19 mars, le Wadsworth a pris un poste de patrouille près d'Emirau et est resté dans les environs, soutenant l'opération, jusqu'au coucher du soleil le 20 mars. Il a ensuite effectué deux autres passages de Guadalcanal à Emirau - escortant des navires de transport de troupes - qui l'ont tenu occupé jusqu'à la mi-avril.
Après une période de repos et de loisirs à Sydney, en Australie, le Wadsworth est revenu à Havannah Harbor le 10 mai. Affecté à la 3e division de cuirassés (Battleship Division 3 - BatDiv 3) - composée du USS Idaho (BB-42), du USS New Mexico (BB-40), et du USS Pennsylvania (BB-38) - le Wadsworth participe à des manœuvres de combat et à un entraînement au large des Nouvelles-Hébrides en vue de la conquête des Mariannes. Alors que son navire était amarré dans le port de Havannah le 31 mai, le commandant du Wadsworth, le capitaine de frégate John F. Walsh, s'est vu confier la tâche supplémentaire de commandant de la 90e division de destroyers (Destroyer Division 90 - DesDiv 90) et a brisé son fanion dans son navire.
Le 2 juin, le Wadsworth et les autres destroyers de son escadron et de la BatDiv 3 forment le groupe opérationnel 53.14 (Task Group 53.14 - TG 53.14) et quittent le port de Havannah à destination des Mariannes. À 4h30 le 14 juin, le destroyer s'est joint à la protection du Pennsylvania, du Idaho et du croiseur USS Honolulu (CL-48) pour le bombardement des installations côtières à l'est de Tinian. Il a terminé la phase initiale de ses opérations dans les Mariannes le 16 en protégeant les croiseurs et les cuirassés de la force de bombardement au large de Guam.
Après s'être ravitaillé en carburant au large de Saipan, le Wadsworth a rejoint la Task Force 58 (TF 58) du Vice-Amiral Marc A. Mitscher dans l'après-midi du 17 juin, faisant partie du TG 58.3, formé autour du vétéran porte-avions USS Enterprise (CV-6) dans le cadre de la tentative de la TF 58 de repousser la 1re flotte mobile japonaise qui se dirigeait alors vers les Mariannes. Le matin du 19 juin, le TG 58.3 a été attaqué par des porte-avions et des avions basés à terre japonais au début de ce que l'histoire a appelé la bataille de la mer des Philippines.
Parfois appelée "Great Marianas Turkey Shoot" (Grande chasse à la dinde des Mariannes), cette bataille a sonné le glas de la marine impériale japonaise. Au cours de cette action, l'ennemi a perdu 395 avions embarqués et 31 hydravions, soit environ 92 % et 72 % de ses effectifs totaux dans ces catégories. À la fin de son effort infortuné pour défendre les Mariannes, la marine japonaise n'a conservé l'usage opérationnel que de 35 avions embarqués et de 12 hydravions. Outre les pertes en mer, les Japonais ont également perdu quelque 50 bombardiers basés à terre.
Au cours de la bataille de deux jours, les chasseurs du vice-amiral Mitscher avaient bien fait, repoussant les raids ennemis avant qu'ils n'atteignent la flotte américaine. Alors que la TF 58 se dirigeait vers l'ouest pour détruire l'ennemi en fuite le 20 juin, Mitscher ordonna de nouvelles frappes aériennes - des attaques qui coulèrent le porte-avions japonais Hiyō.
Mitscher avait cependant pris un risque calculé en lançant les dernières frappes si tard dans la journée. Alors que les avions rentrent en bourdonnant dans l'obscurité croissante, l'amiral doit prendre une décision déchirante. De nombreux avions seraient perdus s'ils ne pouvaient pas voir leurs transporteurs. D'un autre côté, si les navires étaient éclairés, les sous-marins ennemis pourraient également voir les porte-avions vitaux. Mitscher ordonne d'allumer les lumières. Pendant ce temps, le Wadsworth et d'autres destroyers ont reçu l'ordre de ramasser tous les aviateurs qui ont été forcés d'amerrir.
Lorsque la TF 58 a atteint un point situé à environ 480 km au large d'Okinawa, elle abandonne la poursuite des Japonais. Le Wadsworth est ensuite retourné aux Mariannes et a patrouillé au large de Saipan. Le 5 juillet, son commandant a été relevé de ses fonctions collatérales en tant que commandant de la 90e division de destroyers (Commander Destroyer Division 90 - ComDesDiv 90).
Deux jours plus tard, le Wadsworth s'est joint à une force de croiseurs-destructeurs commandée par le contre-amiral Charles Turner Joy pour le bombardement de Tinian. Le destroyer et ses compagnons se sont rapidement tournés vers Guam et ont détruit de nombreuses installations côtières et des dépôts d'essence à Apra Harbor et à Agana Harbor, en plus de faire sauter les pistes d'atterrissage ennemies bien avant les débarquements prévus sur cette île. Après avoir terminé ses activités de bombardement au large de Guam dans l'après-midi du 12 juillet, le Wadsworth a rejoint l'écran de protection  des porte-avions USS Coral Sea (CVE-57) et USS Corregidor (CVE-58) qui se retiraient, et a atteint Eniwetok, dans les îles Marshall, le 15 juillet.
Toutefois, le répit offert par cette période au port a été bref, car le Wadsworth a repris la mer le 17 juillet, dans le cadre de l'escorte des transports de troupes qui devaient débarquer leurs Marines et soldats en tenue de combat sur Guam. Le Wadsworth a patrouillé au large de l'île pendant que ces hommes débarquaient et, alors qu'il effectuait cette tâche à 42 km de la côte, il a recueilli huit indigènes de Guam qui avaient échappé aux Japonais, le matin du 22 juillet. Le destroyer les transféra rapidement au navire de transport de troupes USS George Clymer (APA-37), car ils possédaient de précieux renseignements sur les dispositions des Japonais à terre.
Les canons du Wadsworth ont à nouveau fait parler d'eux lors de l'invasion de Guam dans la nuit du 24 au 25 juillet, avant qu'il ne prenne une station de piquet radar entre les îles Guam et Rota. Relayé par le destroyer USS Hudson (DD-475) le 2 août, le Wadsworth a ensuite passé quatre jours à agir comme navire directeur principal de chasse au large de la plage d'Agana pour deux divisions de chasseurs basées sur les porte-avions USS Belleau Wood (CVL-24), USS Langley (CVL-27) et USS Essex (CV-9). Relevé de cette fonction le 6 août, le Wadsworth a quitté Guam le 10 août, protégeant les pétroliers de la flotte alors qu'ils se retiraient vers Eniwetok.
Après avoir quitté les Marshall pour les eaux hawaïennes le 13 août comme escorte d'un navire marchand, le Wadsworth a atteint Pearl Harbor le 20 août. Il a ensuite effectué des patrouilles de surveillance radar au large d'Oahu. Il a quitté les eaux hawaïennes le 15 septembre en tant que membre de l'escorte des porte-avions Natoma Bay et Manila Bay, en direction des îles Marshall. Arrivé sur place le 25 septembre, le destroyer s'est présenté au service de la 3e Flotte.
Cette période de service a toutefois été brève, car peu de temps après, le Wadsworth a fait route vers la côte ouest des États-Unis. En passant par Eniwetok, Ulithi et Pearl Harbor, le destroyer est arrivé au chantier naval de Mare Island (Mare Island Navy Yard) le 25 octobre pour une révision majeure et a terminé cette période de réparations et de modifications le 5 décembre.
Le Wadsworth - passé du DesRon 45 au DesRon 24 - a ensuite effectué des évolutions d'entraînement de recyclage à San Diego avant de quitter San Francisco cinq jours avant Noël et de se diriger vers les îles Hawaï en tant qu'escorte d'un convoi. Le destroyer a mené à bien ses charges dans les eaux d'Oahu le 29 décembre 1944.

### 1945
Après des manœuvres locales à partir de Pearl Harbor - au cours desquelles il a sauvé trois aviateurs de l'eau le 2 janvier 1945 - le Wadsworth a mis le cap via Ulithi sur Kossol Roads, dans les îles Palaos.
Atteignant les Palaos le 16 janvier, le Wadsworth relève le destroyer USS Lansdowne (DD-486) en tant qu'auxiliaire de quatre dragueurs de mines et de deux sous-chasseurs (SC) engagés dans des patrouilles entre les îles Peleliu et Angaur. Deux jours plus tard, dans l'obscurité matinale, il a illuminé une cible qui se dirigeait vers la zone de transport et a été informé qu'il n'y avait pas de petites embarcations amies dans les environs. Le projecteur du Wadsworth a continué à éclairer la petite embarcation - une barge - lorsqu'elle s'est échouée, où les projecteurs de l'armée à terre ont rapidement fixé leurs faisceaux sur elle. Les hommes ont commencé à débarquer de l'embarcation, au moment où les tirs d'armes légères ont commencé à crépiter. Une cinquantaine de soldats japonais avaient tenté un raid audacieux pour endommager les avions américains au sol et détruire les munitions, mais ils avaient été déjoués par le Wadsworth et les troupes de l'armée à terre. Le groupe de débarquement japonais a été exterminé.
Pendant la nuit du 19 janvier, le Wadsworth a fourni un appui lumineux aux troupes sur la plage "Amber", à Peleliu, avant d'appareiller le 25 janvier pour Ulithi. Là, il a rejoint l'écran de protection du TG 51.1, un groupe de transport qui devait prendre part à l'invasion d'Iwo Jima.
Après avoir fait escale à Apra Harbor, à Guam, entre le 8 et le 16 février, le Wadsworth arrive au large d'Iwo Jima le 19 février au matin. Le destroyer a ensuite effectué des patrouilles anti-sous-marines au large de la pointe sud de l'île jusqu'à la tombée de la nuit, lorsqu'il a rejoint un groupe de bombardement. Le lendemain matin, le Wadsworth a pris position dans le secteur d'appui-feu au large d'Iwo Jima et a fait sauter des chars ennemis et des positions de mortiers et de roquettes. Il poursuivit cette action en soutien aux troupes terrestres à terre jusqu'à l'après-midi du 21, où il reprit sa mission de filtrage des transports transportant la force d'occupation qui débarqua finalement le 2 mars.
Après avoir quitté Iwo Jima le 5 mars, le Wadsworth s'est dirigé vers les Philippines, arrivant au mouillage de Dulag, dans le golfe de Leyte, le 9 mars. Pendant la majeure partie du reste du mois de mars, le Wadsworth a opéré localement dans les eaux philippines, effectuant des exercices de bombardement et d'appui-feu dans la baie de San Pedro, au large de Leyte, jusqu'au 27 mars. Ce jour-là, le destroyer se mit en route, filtrant la sortie d'un groupe de transport à destination des Ryūkyū.
Le Wadsworth est arrivé au large d'Okinawa le matin du 1er avril 1945 - dimanche de Pâques, jour du poisson d'avril, et jour J pour cette opération. À 4h15, le destroyer a complété un balayage avancé devant les transports au large des plages d'invasion, puis a pris une station d'appui-feu au large de l'extrémité sud de l'île. Pendant les 15 jours suivants, les canons du Wadsworth ont fait sauter les concentrations de troupes japonaises et les emplacements de canons, ainsi que les grottes où les défenseurs fanatiques s'étaient retranchés.
Le 17 avril, le Wadsworth a embarqué une équipe de chasseurs-directeurs à Kerama Retto ; et des techniciens du navire de commandement USS Estes (AGC-12) ont aidé l'équipe du destroyer à installer l'équipement de chasseurs-directeurs. Plus tard ce jour-là, il a pris la mer pour sa première mission de piquet radar, qui fait partie du réseau d'alerte précoce destiné à donner l'alarme en cas d'arrivée d'avions japonais. Du 17 avril au 24 juin, le Wadsworth a effectué neuf missions à la station, repoussant 22 attaques d'avions ennemis, en abattant six et en aidant à la destruction de sept autres. En outre, les chasseurs de la patrouille aérienne de combat qu'elle dirigeait ont éclaboussé de leurs tirs 28 avions ennemis.
Au cours d'une journée de ce service, le 28 avril 1945, le Wadsworth a repoussé six attaques déterminées par 12 avions ennemis. Les raids, qui provenaient de tous les points cardinaux, ont commencé au coucher du soleil et se sont poursuivis pendant plus de trois heures. Un avion torpilleur ennemi s'est approché rapidement du côté bâbord du Wadsworth, qui a habilement manœuvré pour garder l'ennemi sur son coté afin de permettre une forte concentration de tirs antiaériens. Frustré dans sa première tentative, le pilote ennemi a alors amené l'avion une deuxième fois, décrivant un cercle vers la droite pour commencer une attaque directement à l'arrière, mitraillant au passage.
Le Wadsworth a manœuvré à bâbord pendant que l'avion effectuait un piqué en puissance qui l'a amené à 9 m des vagues avant de dépasser le destroyer à tribord à une distance d'environ 90 m. Le Japonais a ensuite effectué un virage serré et a viré pour passer devant le Wadsworth. Il a ensuite ouvert le champ de tir avant d'effectuer une troisième attaque à basse altitude et rapide.
L'adversaire déterminé du Wadsworth a alors lancé une torpille à 1 100 m de distance. Le destroyer a viré à fond à gauche et le " poisson " est passé inoffensif sur son côté tribord. Pendant ce temps, sous le feu constant de tous les canons du Wadsworth qui pouvaient être mis à contribution, l'avion ennemi est arrivé, tentant de s'écraser sur le navire.
Le Japonais a percé les cieux couverts par la défence anti-aérienne. Son aile a heurté le canon de 40 millimètres de bâbord avant, et le corps principal de l'avion a filé dans le gréement extérieur, a emporté un radeau de sauvetage, puis a écrasé une baleinière à moteur de 26 pieds (7,9 m) avant de tomber dans la mer. Providentiellement, l'ennemi n'a pas explosé ; le navire a toutefois reçu une pluie de débris et d'essence. C'était la deuxième fois que le navire s'en sortait de justesse. Six jours plus tôt, le 22 avril, les artilleurs du Wadsworth avaient abattu un kamikaze qui avait explosé dans la mer à seulement 6,1 mètres du navire, projetant une pluie de fragments. Heureusement, la coque n'a subi que des dommages mineurs et un seul marin a été blessé.
Au mouillage de Hagushi, dans la matinée du 24 juin, le Wadsworth, relevé de ses fonctions de piquet radar, a mis à terre son équipe de directeurs de chasse. Depuis sa première arrivée au large d'Okinawa, il avait sonné au poste de combat 203 fois, détecté et signalé l'approche de centaines d'avions ennemis et combattu avec succès tous ceux qui l'avaient attaqué. Ses exploits durant cette période lui ont valu la Presidential Unit Citation.
Quittant Okinawa le 24 juin, le Wadsworth a jeté l'ancre dans la baie de San Pedro, à Leyte, le 27 juin. Il a passé une quinzaine de jours dans les eaux philippines avant de faire route avec un groupe de croiseurs lourds. La force a touché Okinawa le 16 juillet, puis s'est dirigée vers la mer de Chine orientale pour effectuer des ratissages anti-navires au large de la côte chinoise entre les ports de Foochow et de Wenchow. De retour à Okinawa le 29 juillet, cette force a effectué un balayage similaire au cours de la première semaine d'août.
Après le "V-J Day" (Victory over Japan Day) à la mi-août, le Wadsworth est resté dans la région de l'Extrême-Orient, quittant Okinawa le 12 septembre, à destination de Nagasaki, au Japon, en tant qu'escorte de deux Landing Ship Tank (LST). Atteignant ce port dévasté par la bombe atomique deux jours plus tard, le Wadsworth a aidé à l'évacuation des prisonniers de guerre alliés de ce port. Le 18 septembre, il a reçu à son bord un total de 125 hommes libérés, américains, britanniques, néerlandais et australiens, et les a transportés à Okinawa, atteignant la baie de Buckner le 20 septembre.
Après avoir quitté la baie de Buckner le 25 septembre, le Wadsworth est arrivé à Sasebo, au Japon, le jour suivant. Peu après, il a commencé à effectuer des tâches de transport et d'occupation, transportant des troupes et escortant leurs navires de ravitaillement essentiels entre Sasebo, Wakayama et Yokosuka - des tâches auxquelles il a participé jusqu'à la mi-novembre.
Quittant Sasebo le 17 novembre 1945, le Wadsworth se dirigea vers les États-Unis, son service d'occupation étant terminé. En passant par les îles Hawaï, le destroyer a atteint San Diego en Californie entre le 6 et le 10 décembre et a débarqué les anciens combattants qui rentraient au pays dans ce port avant de se diriger vers Panama. Transitant par le canal de Panama peu après, le Wadsworth est arrivé au chantier naval de Charleston (Charleston Naval Shipyard) en Caroline du Sud deux jours avant Noël 1945 et s'est présenté à l'inactivation.
Désactivé le 18 avril 1946, le Wadsworth a été affecté au groupe Charleston de la flotte de réserve de l'Atlantique. Le destroyer est resté inactif jusqu'à ce qu'il soit sélectionné pour être transféré à la République fédérale d'Allemagne en 1959 dans le cadre du programme d'assistance militaire (Mutual Defense Assistance Act).

### Service dans la marine ouest-allemande
Au cours de l'été 1959, l'équipage de transfert allemand s'est rassemblé à Charleston, en Caroline du Sud, pour son endoctrinement, tandis que le navire lui-même était préparé pour le transfert. Le 6 octobre 1959, le Wadsworth est remis à la Bundesmarine ouest-allemande et est simultanément mis en service sous le nom de Zerstörer 3 (D172). Son premier commandant était l'ancien récipiendaire de la Croix de Fer de la Kriegsmarine, le Fregattenkapitän Wilhelm Meentzen.
Après que sa période de prêt initiale de six ans ait été prolongée, le Zerstörer 3 est resté dans la marine ouest-allemande jusque dans les années 1970. Rayé de la liste de la marine américaine le 1er octobre 1974, le navire a été vendu à la République fédérale d'Allemagne à cette date. Il est resté actif dans la marine ouest-allemande jusqu'au 30 octobre 1980, date à laquelle il a été transféré à la Grèce.

### Service dans la marine hellénique
Pour les autres navires du même nom, voir HN Nearchos.
Le retrait allemand s'est accompagné de sa mise en service dans la marine grecque, et a été renommé ΠΝ Nearchos (D65) (code OTAN: HN Nearchos (D65)). Il a été désarmé en 1988 et rayé de la liste de la flotte en 1991. Le 24 septembre 1993, il a été remorqué jusqu'à Aliağa pour y être démantelé.

## Décorations
Le Wadsworth a reçu 7 battles stars (étoiles de combat) pour son service pendant la Seconde Guerre mondiale et a reçu une Presidential Unit Citation (mention d'unité de la marine) pour son héroïsme pendant la campagne d'Okinawa.
"Pour son héroïsme exceptionnel dans l'action en tant que navire de direction de chasse sur une station de piquetage radar pendant la campagne d'Okinawa, du 17 avril au 24 juin 1945. Cible naturelle et fréquente des attaques aériennes japonaises alors qu'il occupait des postes avancés et isolés, l'USS. WADSWORTH a résisté à tous les efforts des avions kamikazes et de bombardement en piqué ennemis pour le détruire. Constamment vigilant et prêt au combat, il a émis des avertissements aériens précoces, a orienté les chasseurs et, avec ses propres tirs, a abattu six avions ennemis, a participé à la destruction de sept autres, en a détourné beaucoup d'autres et a rendu de vaillants services en empêchant les Japonais de frapper en force nos forces navales au large de la tête de pont d'Okinawa. Navire de combat courageux, le WADSWORTH, ses officiers et ses hommes ont résisté au stress et aux périls de la fonction vitale de piquet radar, obtenant ainsi une fiche de combat distinctive qui témoigne du travail d'équipe, du courage et de l'habileté de toute sa compagnie et qui rehausse les plus belles traditions du service naval des États-Unis".

## Commandants
US Navy
| Période                           | Commandant                         |
| --------------------------------- | ---------------------------------- |
| du 16 mars 1943 au 5 juillet 1944 | Commander John Franklin Walsh      |
| du 22 août 1944 au 7 août 1945    | Commander Raymond Dennis Fusselman |
| du 7 août 1945 au 18 avril 1946   | Commander Harry Charles Mason      |

Bundesmarine
| Période                            | Commandant                                                           |
| ---------------------------------- | -------------------------------------------------------------------- |
| du 6 octobre 1959 à janvier 1961   | Fregattenkapitän Wilhelm Meentzen                                    |
| de janvier 1961 à octobre 1962     | Fregattenkapitän Gerd Schreiber                                      |
| d'octobre 1962 à septembre 1963    | Fregattenkapitän Friedrich Braeucker                                 |
| d'octobre 1963 à octobre 1964      | Fregattenkapitän Friedrich Fuchs                                     |
| d'octobre 1964 à mars 1966         | Fregattenkapitän Hans-Joachim Krug                                   |
| d'avril 1966 à mars 1967           | Fregattenkapitän Kurt Siewert                                        |
| d'avril 1967 à avril 1968          | Fregattenkapitän Karl-Heinz Proettel                                 |
| d'avril 1968 à septembre 1969      | Fregattenkapitän Friedrich-Wilhelm Martini                           |
| de septembre 1969 à septembre 1970 | Poste non occupé                                                     |
| d'octobre 1970 à septembre 1972    | Fregattenkapitän Wolfgang Laukamm                                    |
| d'octobre 1972 à septembre 1974    | Fregattenkapitän Walter Bellersheim                                  |
| d'octobre 1974 à juin 1977         | Fregattenkapitän Hans Georg Nippe                                    |
| de juin 1977 à septembre 1977      | Korvettenkapitän Vito Housselle (officier en second) en remplacement |
| d'octobre 1977 à mars 1979         | Fregattenkapitän Lauer                                               |
| d'avril 1979 à juin 1980           | Fregattenkapitän Frank Saltzwedel                                    |
| de juillet 1980 à septembre 1989   | Poste non occupé                                                     |
| de septembre à octobre 1980        | Kapitän zur See Dieter Klages                                        |

Polemikó Naftikó